# Sarie
Sarie is een bekend Afrikaanstalig vrouwentijdschrift, dat door Media24 in Zuid-Afrika en Namibië uitgegeven wordt. Het motto van het tijdschrift is My Inspirasie. De huidige hoofdredacteur is Michelle van Breda.

## Ontstaan
De naam Sarie is van het liedjie My Sarie Marais ontleend. Het tijdschrift heette dan ook oorspronkelijk Sarie Marias. Deze naam stond tijdens de eerste uitgave van het blad en 1949, op het hoogtepunt van het Afrikanernationalisme, gelijk aan het idee van de machthebbende Afrikaner vrouwelijkheid. Het was het eerste Afrikaanse tijdschrift dat zich op vrouwen focuste, met een inhoud van mode, uitstraling en schoonheid tot aan relatieadvies en gezinsvoorlichting. 

## Sarie-toekennings
Het blad reikt ook een belangrijke muziekprijs voor de Afrikaanstalige muziek uit: de zogenaamde Sarie-toekennings.

## Externe schakels
- (af)  Officiële website